# Bernd Rupp
Bernd Rupp (ur. 24 lutego 1942 w Burgsolms) – niemiecki piłkarz grający na pozycji napastnika, reprezentant kraju, trener.

## Kariera piłkarska
Bernd Rupp karierę piłkarską rozpoczął w juniorach Post-SV Phönix Kassel – lokalnego rywala Hessen Kassel, na pozycji środkowego napastnika. Następnie reprezentował barwy juniorów klubu mieszczącego się niedaleko Wetzlar FC Burgsolms oraz SV Wiesbaden, z którym grał w turnieju finałowym amatorskich mistrzostw Niemiec.
Następnie podpisał profesjonalny kontrakt z występującą w Regionallidze Borussią Mönchengladbach, której trenerem był wówczas Hennes Weisweiler. W sezonie 1964/1965 Źrebaki wygrały rozgrywki Regionalligi zachodniej, dzięki czemu awansowali do rundy finałowej o awans do Bundesligi, mając 3 punkty przewagi nad Alemannią Aachen oraz 6 punktów przewagi nad Fortuną Düsseldorf oraz zdobyły aż 92 gole, z czego Rupp, który rozegrał wszystkie 34 mecze ligowe, zdobył 24 gole, dzięki czemu ex aequo wraz z Peterem Meyerem został królem strzelców Regionalligi zachodniej. W rundzie finałowej Źrebaki wygrały z 8 punktami Grupę 1, w której grali wraz z SSV Reutlingen, Holstein Kiel i Wormatią Worms i tym samym awansowały do Bundesligi. W sezonach 1965/1966 i 1966/1967 został wybrany do Drużyny sezonu Bundesligi. Po sezonie 1966/1967 Rupp odszedł z klubu.
Następnie został zawodnikiem Werderu Brema, z którym w sezonie 1967/1968 zdobył wicemistrzostwo Niemiec, a po sezonie 1968/1969 przeniósł się do FC Köln, z którym dwukrotnie dotarł do finału Pucharu Niemiec (1970, 1971) oraz do półfinału Pucharu Miast Targowych 1970/1971, w którym Kozły przegrały rywalizację z włoskim Juventusem Turyn (1:1, 0:2), natomiast w Pucharze Niemiec 1971/1972 ex aequo wraz z dwoma kolegami z klubu: Hannesem Löhrem i Wolfgangiem Overathem oraz z kapitanem Schalke Gelsenkirchen – Klausem Fischerem z 7 golami został królem strzelców tych rozgrywek.
Po sezonie 1971/1972 wrócił do Borussii Mönchengladbach, w której wraz z Juppem Heynckesem oraz Allanem Simonsenem tworzył trójstronny atak klubu oraz z którą w sezonie 1972/1973 odnosił największe sukcesy w karierze piłkarskiej: Puchar Niemiec 1972/1973 po wygranej w finale 2:1 po dogrywce z byłym klubem Ruppa – FC Köln, rozegranym 23 czerwca 1973 roku na Rheinstadion w Düsseldorfie, który przeszedł do annałów jako jeden z „najlepszych, najbardziej zabawnych i najbardziej ekscytujących w historii tych rozgrywek”, a także finał Pucharu UEFA 1972/1973, w którym Źrebaki przegrały rywalizację a angielskim FC Liverpoolem (0:3, 2:0). Po zdobyciu wicemistrzostwa Niemiec w sezonie 1973/1974 odszedł z klubu. Swój ostatni mecz w Bundeslidze rozegrał 18 maja 1974 roku w wygranym 5:0 meczu domowym z mistrzem Niemiec – Bayernem Monachium (przegrały z Bawarczykami tytuł o 1 punkt) w ramach ostatniej kolejki sezonu 1973/1974.
Następnie wrócił do SV Wiesbaden, w którym grał do 1976 roku, a potem w latach 1976–1978 był grającym trenerem SV Raunheim, po czym zakończył karierę piłkarską.
Łącznie w Bundeslidze rozegrał 274 mecze, w których zdobył 119 goli, w Pucharze Niemiec rozegrał 20 meczów, w których zdobył 9 goli, natomiast w Pucharze UEFA (wcześniej Puchar Miast Targowych) rozegrał 14 meczów, w których zdobył 3 gole.

## Kariera reprezentacyjna
Bernd Rupp w 1966 roku został powołany przez selekcjonera reprezentacji RFN – Helmuta Schöna do wstępnej – 40-osobowej kadry na mistrzostwa świata 1966 w Anglii, jednak ostatecznie nie został powołany do 22-osobowego składu na turniej, w którym reprezentacja RFN w kontrowersyjnych okolicznościach przegrała w finale 4:2 z reprezentacją Anglii i tym samym zdobyła wicemistrzostwo świata. Swój jedyny mecz w reprezentacji RFN rozegrał 12 października 1966 roku na Stadionie 19 maja w Ankarze, kiedy to Die Mannschaft wygrała 2:0 mecz towarzyski z reprezentacją Turcji, w którym w 78. minucie Rupp zdobył gola na 2:0, ustalając tym samym wynik meczu. W tym debiutował również słynny niemiecki napastnik – Gerd Müller, który jednak nie zdobył gola.

## Statystyki

### Reprezentacyjne
| Reprezentacja | Rok     | Mecze | Gole |
| ------------- | ------- | ----- | ---- |
| RFN           | 1966    | 1     | 1    |
| Łącznie       | Łącznie | 1     | 1    |

| Mecze i gole w reprezentacji | Mecze i gole w reprezentacji | Mecze i gole w reprezentacji | Mecze i gole w reprezentacji | Mecze i gole w reprezentacji | Mecze i gole w reprezentacji | Mecze i gole w reprezentacji | Mecze i gole w reprezentacji |
| Lp.                          | Data                         | Miasto                       | Przeciwnik                   | Wynik                        | Gole                         | Rozgrywki                    | Uwagi                        |
| ---------------------------- | ---------------------------- | ---------------------------- | ---------------------------- | ---------------------------- | ---------------------------- | ---------------------------- | ---------------------------- |
| 1.                           | 12.10.1966                   | Ankara                       | Turcja                       | 2:0                          | Gol                          | Mecz towarzyski              | 90'                          |

## Sukcesy

### Zawodnicze
Werder Brema
- Wicemistrzostwo Niemiec: 1968

FC Köln
- Finał Pucharu Niemiec: 1970, 1971

Borussia Mönchengladbach
- Awans do Bundesligi: 1965
- Wicemistrzostwo Niemiec: 1974
- Puchar Niemiec: 1973
- Finał Pucharu UEFA: 1973

### Indywidualne
- Drużyna sezonu Bundesligi: 1966, 1967
- Król strzelców Regionalligi zachodniej: 1965 (24 gole)
- Król strzelców Pucharu Niemiec: 1972 (7 goli)